# ラルス・ポルセンナの前のムキウス・スカエウォラ
『ラルス・ポルセンナの前のムキウス・スカエウォラ』（ラルス・ポルセンナのまえのムキウス・スカエウォラ、洪: Mucius Scaevola Lars Porsenna előtt、英: Mucius Scaevola before Lars Porsenna）は、フランドルのバロック期の巨匠ピーテル・パウル・ルーベンスとアンソニー・ヴァン・ダイクが1618-1620年頃にキャンバス上に油彩で制作した絵画である。スペイン宮廷のために描かれたもので、18世紀後半までマドリードの王室コレクションに所蔵されていた。その後、ウィーンのヴェンツェル・アントン・フォン・カウニッツ伯爵により取得され、1820年にはエステルハージ・コレクションに入った。作品は現在、ブダペスト国立西洋美術館に所蔵されている。

## 主題
17世紀、カトリックの擁護者であったスペイン・ハプスブルク家の支配下にあったフランドルでは、カトリック精神の理想を古代世界に求めた。そのため、古代ローマの英雄伝を題材とした絵画が多く描かれた。本作の主題はティトゥス・リウィウスの『ローマ建国史』 (2:12) に叙述されている。紀元前500年、イタリア半島の先住民エトルリア人と抗争を続けてきたローマは、エトルリア系の王を追放し、共和制を宣言した。これに激怒した王ラルス・ポルセンナはローマを包囲する。一方、ローマの貴族ガイウス・ムキウス・スカエウォラは王の暗殺を企てるが、失敗する。捕えられたムキウスは拷問に先んじて、不屈の精神を示したため、感嘆した王はムキウスをローマに送還し、和平を提案する。以降、祖国の危機を救ったムキウスは、勇気と忠誠の象徴となった。

## 作品
ムキウスは画面中央に立ち、右手を火にかざしている。彼は拷問をも恐れない不屈の精神を示すため、自ら手を焼いたとされる。その勇気ある行動から、彼は後に「スカエウォラ (左手の人)」の異名を得た。ルーベンスは、主人公のムキウスを際立たせるために彼のマントを赤くえがき、隣の兵士には白い腰布を纏わせた。「赤」と「白」で主人公を浮かび上がらせる手法は、アントウェルペンの聖母大聖堂にある『キリスト降架』にも見られる。さらに、勇者ムキウスがローマ人であることは、彼の靴に狼の飾りがつけられていることにより示されている。ローマを建国したロムルスとレムスの兄弟が狼に育てられたという伝説から、狼はローマを象徴する動物となった。

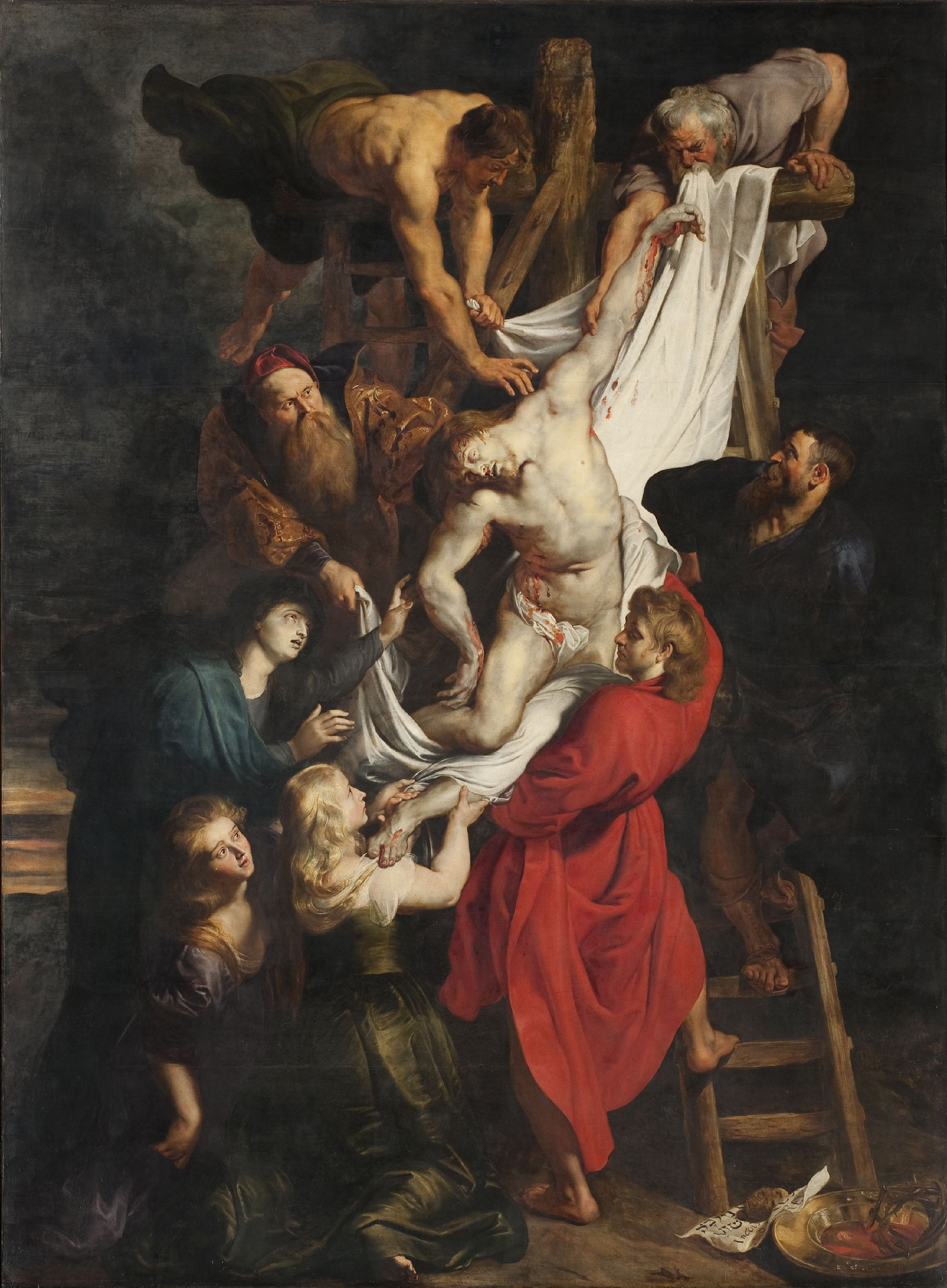
ルーベンス『キリスト降架』 (1613年頃)、聖母大聖堂 (アントウェルペン)

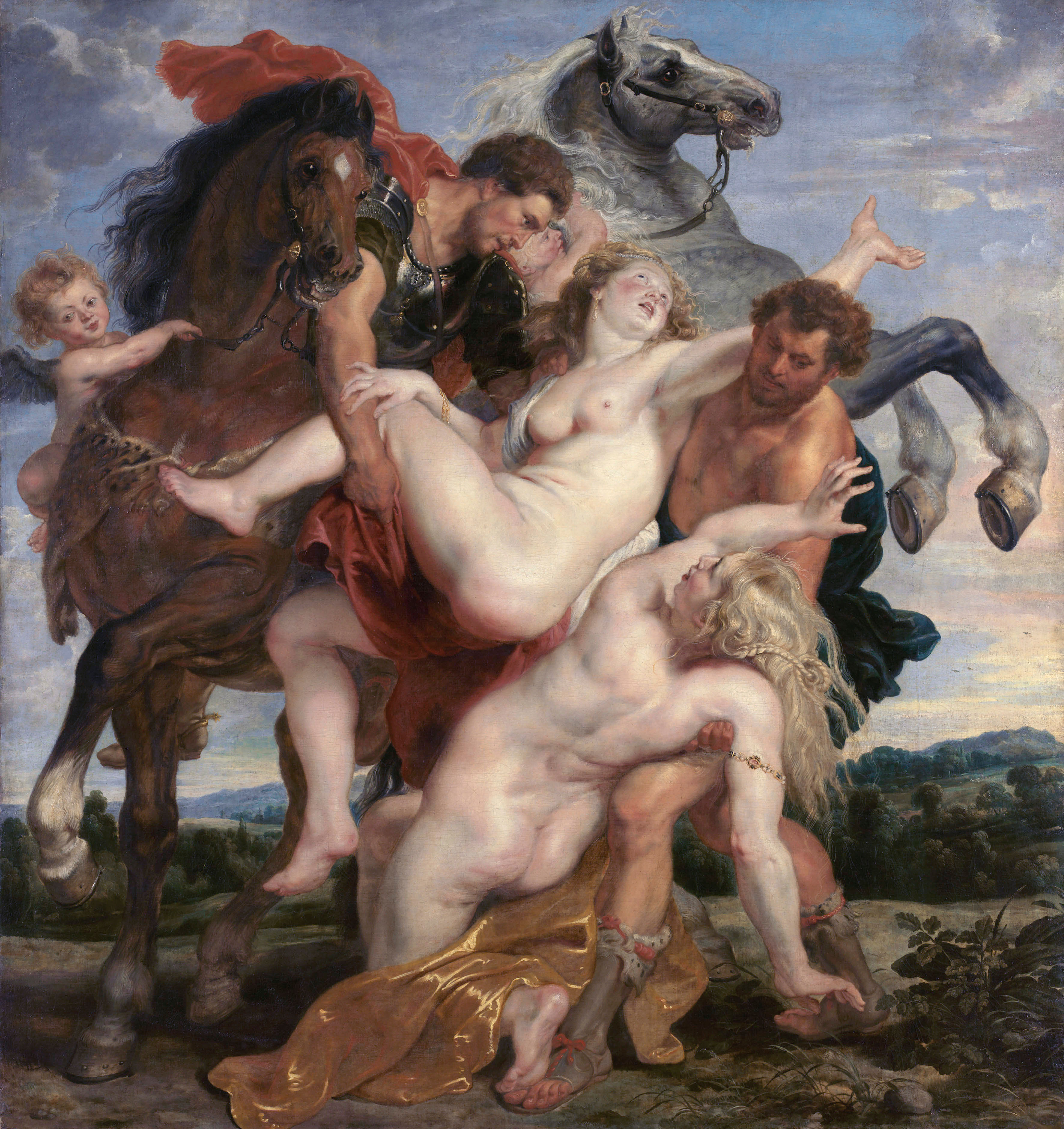
ルーベンス『レウキッポスの娘たちの略奪』 (1616-1618年頃)、アルテ・ピナコテーク、ミュンヘン

拷問のための火を灯す台には、絶大な力を象徴するスフィンクスとエトルリア美術に多用される牡羊が描かれている。そのことから、場面がエトルリア王の陣内であることがわかる。ムキウスの右手と驚愕するポルセンナの左手が、この台から上がる炎を中心に対角線上に配置されている。これは画面に躍動感を与えるとともに、2人が対峙する劇的雰囲気を盛り上げる。対角線を基本とした構図は、『レウキッポスの娘たちの略奪』 (アルテ・ピナコテーク、ミュンヘン) などのルーベンスの作品を初めバロックの絵画に多く見られるものである。なお、画面下部左端に横たわっているのは、ムキウスに殺されたポルセンナ王の書記官である。ムキウスが王のもとに潜入した際、王の名代として兵士に報奨を与えていたために、王と間違えられた。
本作の構図と下絵はルーベンスが、彩色はヴァン・ダイクが担当したとされ、ルーベンスの骨太な構図とヴァン・ダイクの繊細な人物描写が見事に融合している。この作品は、2人の画家のわずか2年の共作期間に生み出された貴重な作品である。

## 準備習作と素描

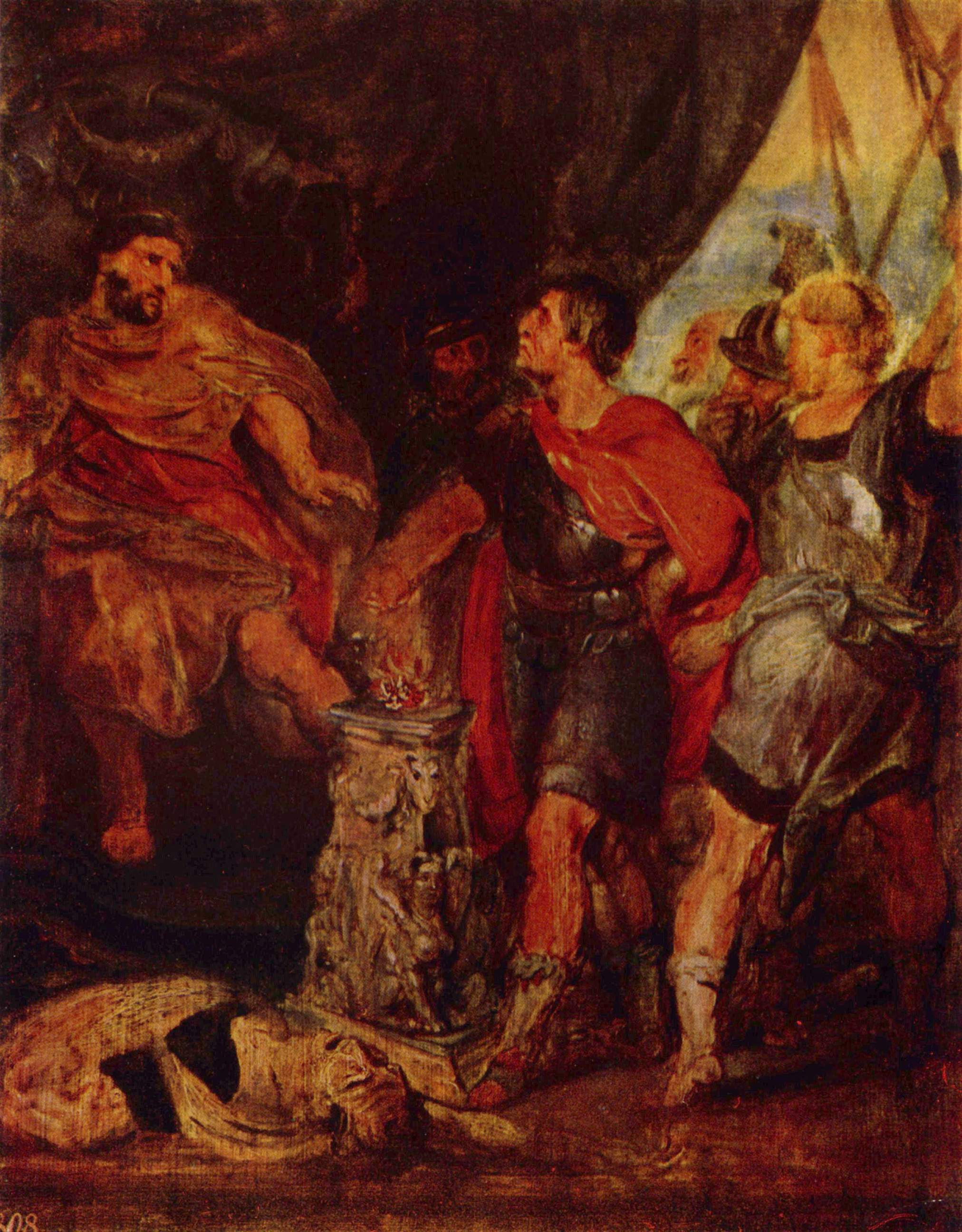
油彩による準備習作

初期の油彩による準備習作と素描が1620年に制作されており、現在、モスクワのプーシキン美術館とロンドンの大英博物館に所蔵されている。これらの習作と素描はルーベンスが全体の構図を制作し、ヴァン・ダイクが細部や他の要素を加えて絵画を完成させたことを示している。
大英博物館にある素描は、2人の男が焼けこげる肉体の匂いに鼻を摘まんでいる姿を現しているが、ヴァン・ダイクが完成させた本作では、鼻を摘まんでいる男はスカエウォラの真後ろにいる1人しか描かれていない。